# Edward Kiedos
Edward Józef Kiedos (ur. 18 marca 1961 w Wieluniu) – polski polityk, ekonomista, samorządowiec, rolnik, urzędnik, strażak, wójt gminy Pątnów (1998–2005, 2010–2014), poseł na Sejm V kadencji.

## Życiorys

### Wykształcenie i praca zawodowa
W 1981 został absolwentem Technikum Budowlanego w Wieluniu. W 2005 ukończył studia w Szkole Ekonomii i Zarządzania na Politechnice Częstochowskiej, a w 2007 – studia podyplomowe w Dolnośląskiej Wyższej Szkole Służb Publicznych „Asesor” we Wrocławiu.
W latach 1980–1981 pracował jako kierowca w Spółdzielni Kółek Rolniczych w Pątnowie. Następnie, od 1981 do 1998, był inspektorem ds. budownictwa w Urzędzie Gminy. Był też wiceprezesem zarządu gminnego OSP. Prowadzi indywidualne gospodarstwo rolne o powierzchni 37 ha. Pełnił także funkcję przewodniczącego zarządu Związku Gmin Ziemi Wieluńskiej.

### Działalność polityczna
Od 1981 działał w Zjednoczonym Stronnictwie Ludowym i potem w Polskim Stronnictwie Ludowym. Od 1998 do 2005 zajmował stanowisko wójta Pątnowa. W 2005 przeszedł do Samoobrony RP. Wszedł w skład władz wojewódzkich i rady krajowej partii.
W wyborach w tym samym roku z listy tej partii uzyskał mandat poselski na Sejm V kadencji z okręgu sieradzkiego liczbą 6016 głosów. Pracował w Komisji Edukacji, Nauki i Młodzieży, Komisji Finansów Publicznych, Komisji Rolnictwa i Rozwoju Wsi oraz w Komisji Ustawodawczej. W lutym 2007 został wiceprzewodniczącym Komisji Administracji i Spraw Wewnętrznych.
W przedterminowych wyborach parlamentarnych w tym samym roku bez powodzenia ubiegał się o reelekcję (otrzymał 2057 głosów). Następnie wystąpił z Samoobrony RP. W wyborach samorządowych w 2010 został wybrany na wójta Pątnowa z własnego komitetu wyborczego wyborców. Urząd objął 4 grudnia 2010. W 2014 nie uzyskał reelekcji na kolejną kadencję. W wyborach samorządowych w 2018, jako kandydat Solidarnej Polski, bez powodzenia ubiegał się o mandat radnego sejmiku łódzkiego z listy Prawa i Sprawiedliwości. W czerwcu 2019 objął mandat radnego wojewódzkiego, zastępując Krzysztofa Ciebiadę. We wrześniu 2021 został wykluczony z Solidarnej Polski po głosowaniu za uchyleniem przez sejmik uchwały „anty-LGBT”. W 2024 utrzymał mandat radnego sejmiku na kolejną kadencję.

## Odznaczenia
W 2005, za zasługi w działalności społecznej na rzecz ochrony przeciwpożarowej, został odznaczony przez prezydenta Aleksandra Kwaśniewskiego Srebrnym Krzyżem Zasługi.

## Życie prywatne
Jest żonaty, ma dwoje dzieci.